# Монастырь Кайсхайм
Монастырь Кайсхайм (нем. Kloster Kaisheim, ранее также известный как Кайзерсхайм) — бывшее мужское цистерцианское аббатство, располагавшееся на территории баварской ярмарочной общины Кайсхайм (Швабия) и относившееся к епархии Аугсбурга; был основан в 1133 году графом Генрихом I фон Лехсгемюндом и его женой Лиукардис; был распущен в 1802 году — во время секуляризации в Баварии.

## История и описание
Монастырь в Кайсхайме был основан в 1133 году графом Генрихом I фон Лехсгемюндом (ум. 11 марта 1142) и его женой Лиукардис — как филиал эльзасского аббатства Люцель (фр. Abbaye de Lucelle), который в свою очередь являлся дочерним по отношению к аббатству Моримон. Сама обитель Кайсхайм в 1273 году стала основателем дочернего монастыря в Штамсе — в тирольской долине реки Инн. Из Люцеля в Кайсхайм прибыли первые двенадцать монахов.
Начиная с 1370 года монастырь Кайзерсхайм, вероятно, являлся формально «императорским» (см. имперское аббатство) — но только с 1656 года он смог получить фактическую независимость от герцогов Баварских, а его настоятель поднялся в статусе, получив титул князя-настоятеля. К тому же периоду, 1655—1656 годам, относится и переподчинение монастыря Пиленхофен, располагавшегося в Верхнем Пфальце, аббатству в Кайсхайме. На Рождество 1778 года Вольфганг Амадей Моцарт был приглашён в качестве гостя прелатом Колестином Ангелпруггером, который знал композитора по совместному проживанию в Мангейме.
Монастырь был распущен в 1802 году — во время секуляризации в Баварии; непосредственно после этого комплекс бывших монастырских зданий был оккупирован баварскими войсками. Впоследствии Кайсхайм служил центральным монастырем для постепенно распавшегося баварского ордена францисканцев. С 1816 года бывшие монастырские здания стали использоваться правительством Баварии как место расположения работного дома и тюрьмы: и в XXI веке в данных зданиях находится исправительное учреждение — тюрьма Кайсхайм (JVA Kaisheim). С 1989 года в восточном крыле — в так называемом крыле Кайзерсаль — находится постоянная музейная экспозиция «За решеткой» (Hinter Gittern), основанная Баварским тюремным музеем.
Исследователи отмечали особое архитектурное значения зала Кайзерсаль и помещения бывшей монастырской библиотеки — помимо здания бывшей монастырской церкви. Так созданный в 1730 году библиотечный зал являлся отдельным богато украшенным двухэтажным строением; сегодня его внутренне убранство, включая галереи, можно увидеть в Муниципальной библиотеке города Нойбург-ан-дер-Донау (бывшая провинциальная библиотека), куда оно было перевезено в 1804 году. Летняя резиденция аббатов Кайсхайма находилась в нескольких километрах от обители — во дворце Шлосс-Лайтхайме (Schloss Leitheim).

### Церковь
Первая монастырская церковь была построена в 1174 году в романском стиле и была освящена в 1183 епископом Аугсбургским. Аббат Ниблунг, занимавший свой пост с 1340 по 1360 год, заложил первый камень нового готического храма 1 сентября 1352 года; в 1387 году строительство было завершено — освящение состоялось 13 ноября и было проведено епископом Буркартом. В 1459 году мастер-строитель Генрих Фельдкирхер начал реконструкцию колокольни — она была повреждена молнией в 1545 году, но впоследствии восстановлена. В 1602 году еще одна молния попала в крышу колокольни и в 1695 году была проведена её новая реконструкция. Аббат Элиас Гетц (1681—1696) начал перестройку монастырского комплекса в стиле барокко: в период с 1719 по 1721 год мастер-строитель Франц Беер пристроил двухъярусный фасад на западне.